# Roma Calcio Femminile 2017-2018
Questa voce raccoglie le informazioni riguardanti la Società Sportiva Dilettantistica Roma Calcio Femminile nelle competizioni ufficiali della stagione 2017-2018.

## Stagione
Nell'estate 2017 la società annuncia di aver affidato la direzione tecnica della squadra a Roberto Piras, allenatore con esperienza nel campionato italiano femminile di calcio e che aveva già avuto la responsabilità della Lazio CF per tre stagioni in Serie A, nella 2009-2010 e parzialmente nelle due successive.
Le prime partite ufficiali della stagione sono nella prima fase eliminatoria di Coppa Italia, in cui la squadra incontra nel derby la Res Roma, formazione iscritta alla Serie A e che la elimina dal torneo con una doppia sconfitta, 1-0 all'andata e 4-0 al ritorno.

## Divise e sponsor
La tenuta riproponeva lo schema che riprende i colori sociali utilizzati dalla Roma maschile, ovvero maglia e pantaloncini cremisi con inserti oro con calzettoni oro, bianchi o neri per la prima, e completamente bianca tranne i calzettoni, bianchi o oro, per la seconda.
|  | 1ª divisa |  | 2ª divisa |

## Organigramma societario
Dati tratti dal sito Football.it
Area amministrativa
- Presidente: Marco Palagiano
- Vice Presidente: Nicola D'Agnelli
- Segretario: Giulio Casaroli

Area tecnica
- Allenatore: Roberto Piras

## Rosa
Rosa e numeri come da sito societario e Football.it.
| N. |                      | Ruolo | Calciatrice               |
| -- | -------------------- | ----- | ------------------------- |
| 1  | Italia (bandiera)    | P     | Valentina Casaroli        |
| 2  | Italia (bandiera)    | D     | Livia Michelle Capparelli |
| 3  | Italia (bandiera)    | D     | Lavinia Bombieri          |
| 5  | Italia (bandiera)    | D     | Noemi Cortelli            |
| 6  | Venezuela (bandiera) | C     | Sonia O'Neill             |
| 7  | Italia (bandiera)    | C     | Chiara Lorè               |
| 10 | Italia (bandiera)    | C     | Elena Proietti            |
| 11 | Italia (bandiera)    | A     | Lucia Conte               |
| 11 | Italia (bandiera)    | D     | Chiara Vigliucci          |
| 13 | Italia (bandiera)    | D     | Antonella Morra           |
| 14 | Italia (bandiera)    | C     | Alice Tumbarello          |
| 14 | Italia (bandiera)    | D     | Martina Sclavo            |
| 15 | Italia (bandiera)    | D     | Aurora Cacchioni          |
| 19 | Italia (bandiera)    | C     | Martina Berarducci        |

| N. |                        | Ruolo | Calciatrice         |
| -- | ---------------------- | ----- | ------------------- |
| 20 | Italia (bandiera)      | C     | Giulia Carbone      |
| 21 | Italia (bandiera)      | C     | Giulia Monaco       |
| 23 | Italia (bandiera)      | A     | Emanuela Pedullà    |
| 24 | Italia (bandiera)      | C     | Giulia Norido       |
| 28 | Italia (bandiera)      | D     | Federica Bevilacqua |
| 29 | Italia (bandiera)      | D     | Sara Lucci          |
| 44 | Italia (bandiera)      | D     | Chiara Capitta      |
| 93 | Italia (bandiera)      | C     | Erika Pecchia       |
| 99 | Italia (bandiera)      | A     | Noemi Visentin      |
| -- | Italia (bandiera)      | P     | Licia Felicella     |
| -- | Italia (bandiera)      | P     | Viola Maurilli      |
| -- | Italia (bandiera)      | C     | Silvia Pisano       |
| -- | Stati Uniti (bandiera) | C     | Julia Weithofer     |

## Calciomercato

### Sessione estiva
| Acquisti | Acquisti         | Acquisti            | Acquisti   |
| R.       | Nome             | da                  | Modalità   |
| -------- | ---------------- | ------------------- | ---------- |
| C        | Giulia Norido    | Virtus Padova       | definitivo |
| A        | Lucia Conte      |                     |            |
| A        | Alice Tumbarello | Grifone Gialloverde | definitivo |
| A        | Serena Landa     | Real Meda           | definitivo |

| Cessioni | Cessioni             | Cessioni            | Cessioni                |
| R.       | Nome                 | a                   | Modalità                |
| -------- | -------------------- | ------------------- | ----------------------- |
| P        | Emanuela Melis       |                     |                         |
| D        | Alice Ferrazza       | Chieti              | definitivo              |
| D        | Sara Lucci           |                     |                         |
| C        | Noemi Carosi         | Grifone Gialloverde | definitivo              |
| C        | Antonietta Castiello | Lazio               | definitivo              |
| C        | Giorgia De Vecchis   | Bologna             | definitivo              |
| C        | Ilenia Rossi         | Grifone Gialloverde | definitivo              |
| C        | Ludovica Silvioni    | Grifo Perugia       | definitivo              |
| C        | Maria Iole Volpi     |                     | ritirata                |
| A        | Francesca Pittaccio  | San Zaccaria        | definitivo              |
| A        | Veronica Privitera   | Salinis             | ritornata al calcio a 5 |
| A        | Marija Vukčević      | Chieti              | definitivo              |

### Sessione invernale
| Acquisti | Acquisti      | Acquisti     | Acquisti   |
| R.       | Nome          | da           | Modalità   |
| -------- | ------------- | ------------ | ---------- |
| C        | Sonia O'Neill | Husqvarna FF | definitivo |
| C        | Silvia Pisano |              | definitivo |

| Cessioni | Cessioni | Cessioni | Cessioni |
| R.       | Nome     | a        | Modalità |
| -------- | -------- | -------- | -------- |
|          |          |          |          |

## Risultati

### Serie B

#### Spareggio promozione
| Arbitro: | Moretti (Bologna) |

|  |           |                                      |
|  | Marcatori | 22’ Nencioni 54’ Hjohlman 57’ Nocchi |

| Arbitro: | Cristiano Ursini (Pescara) |

|  |           |                                             |
|  | Marcatori | 99’ Iannella 106’ (rig.) Costi 116’ Tudisco |

### Coppa Italia

#### Primo turno
Accoppiamento A28
| Arbitro: | Valerio Pezzopane (L'Aquila) |

|                  |           |  |
| Nagni 76’ (rig.) | Marcatori |  |

| Arbitro: | Sergio Balbo (Caserta) |

|  |           |                                                |
|  | Marcatori | 12’ Nagni 17’ Simonetti 45’ Palombi 85’ Labate |

## Statistiche
Aggiornate al 29 aprile 2018.

### Statistiche di squadra
| Competizione | Punti | In casa | In casa | In casa | In casa | In casa | In casa | In trasferta | In trasferta | In trasferta | In trasferta | In trasferta | In trasferta | Totale | Totale | Totale | Totale | Totale | Totale | DR  |
| Competizione | Punti | G       | V       | N       | P       | Gf      | Gs      | G            | V            | N            | P            | Gf           | Gs           | G      | V      | N      | P      | Gf     | Gs     | DR  |
| ------------ | ----- | ------- | ------- | ------- | ------- | ------- | ------- | ------------ | ------------ | ------------ | ------------ | ------------ | ------------ | ------ | ------ | ------ | ------ | ------ | ------ | --- |
| Serie B      | 62    | 11      | 9       | 1       | 1       | 39      | 6       | 12           | 11           | 1            | 0            | 43           | 6            | 23     | 20     | 2      | 1      | 82     | 12     | +70 |
| Coppa Italia | -     | 1       | 0       | 0       | 1       | 0       | 4       | 1            | 0            | 0            | 1            | 0            | 1            | 2      | 0      | 0      | 2      | 0      | 5      | -5  |
| Totale       | -     | 12      | 9       | 1       | 2       | 39      | 10      | 13           | 11           | 1            | 1            | 43           | 7            | 25     | 20     | 2      | 3      | 82     | 17     | +65 |

### Statistiche delle giocatrici
| Giocatore        | Serie B  | Serie B | Serie B     | Serie B    | Coppa Italia | Coppa Italia | Coppa Italia | Coppa Italia | Totale   | Totale | Totale      | Totale     |
| Giocatore        | Presenze | Reti    | Ammonizioni | Espulsioni | Presenze     | Reti         | Ammonizioni  | Espulsioni   | Presenze | Reti   | Ammonizioni | Espulsioni |
| ---------------- | -------- | ------- | ----------- | ---------- | ------------ | ------------ | ------------ | ------------ | -------- | ------ | ----------- | ---------- |
| F. Antonelli     | 0        | 0       | 0           | 0          | ?            | ?            | ?            | ?            | 0+       | 0+     | 0+          | 0+         |
| M. Berarducci    | 18       | 0       | 1           | 0          | ?            | ?            | ?            | ?            | 18+      | 0+     | 1+          | 0+         |
| F. Bevilacqua    | 6        | 0       | 0           | 0          | ?            | ?            | ?            | ?            | 6+       | 0+     | 0+          | 0+         |
| G. Bruni         | 1        | 0       | 0           | 0          | ?            | ?            | ?            | ?            | 1+       | 0+     | 0+          | 0+         |
| A. Cacchioni     | 15       | 0       | 1           | 0          | ?            | ?            | ?            | ?            | 15+      | 0+     | 1+          | 0+         |
| C. Capitta       | 4        | 0       | 0           | 0          | ?            | ?            | ?            | ?            | 4+       | 0+     | 0+          | 0+         |
| L. Capparelli    | 21       | 1       | 0           | 0          | ?            | ?            | ?            | ?            | 21+      | 1+     | 0+          | 0+         |
| G. Carbone       | 1        | 0       | 0           | 0          | ?            | ?            | ?            | ?            | 1+       | 0+     | 0+          | 0+         |
| V. Casaroli      | 23       | -12     | 1           | 0          | 2            | -5           | ?            | ?            | 25       | -17    | 1+          | 0+         |
| L. Conte         | 18       | 7       | 0           | 0          | ?            | ?            | ?            | ?            | 18+      | 7+     | 0+          | 0+         |
| N. Cortelli      | 9        | 0       | 1           | 0          | ?            | 0            | ?            | ?            | 9+       | 0      | 1+          | 0+         |
| G. De Angelis    | 2        | 0       | 0           | 0          | ?            | ?            | ?            | ?            | 2+       | 0+     | 0+          | 0+         |
| V. Della Vecchia | 1        | 0       | 1           | 0          | ?            | ?            | ?            | ?            | 1+       | 0+     | 1+          | 0+         |
| L. Felicella     | 3        | -0      | 0           | 0          | ?            | ?            | ?            | ?            | 3+       | 0+     | 0+          | 0+         |
| C. Lorè          | 22       | 6       | 2           | 0          | ?            | ?            | ?            | ?            | 22+      | 6+     | 2+          | 0+         |
| V. Maurilli      | 0        | -0      | 0           | 0          | ?            | ?            | ?            | ?            | 0+       | 0+     | 0+          | 0+         |
| G. Monaco        | 19       | 1       | 1           | 0          | ?            | ?            | ?            | ?            | 19+      | 1+     | 1+          | 0+         |
| A. Morra         | 23       | 2       | 3           | 0          | ?            | ?            | ?            | ?            | 23+      | 2+     | 3+          | 0+         |
| G. Norido        | 1        | 0       | 0           | 0          | ?            | ?            | ?            | ?            | 1+       | 0+     | 0+          | 0+         |
| S. O'Neill       | 4        | 2       | 1           | 0          | ?            | ?            | ?            | ?            | 4+       | 2+     | 1+          | 0+         |
| E. Pacioni       | 1        | -0      | 0           | 0          | ?            | ?            | ?            | ?            | 1+       | 0+     | 0+          | 0+         |
| E. Pecchia       | 4        | 0       | 0           | 0          | ?            | ?            | ?            | ?            | 4+       | 0+     | 0+          | 0+         |
| E. Pedullà       | 20       | 6       | 0           | 0          | ?            | ?            | ?            | ?            | 20+      | 6+     | 0+          | 0+         |
| M. Peri          | 0        | 0       | 0           | 0          | ?            | ?            | ?            | ?            | 0+       | 0+     | 0+          | 0+         |
| S. Pisano        | 2        | 2       | 0           | 0          | ?            | ?            | ?            | ?            | 2+       | 2+     | 0+          | 0+         |
| E. Proietti      | 23       | 22      | 1           | 0          | ?            | ?            | ?            | ?            | 23+      | 22+    | 1+          | 0+         |
| M. Sclavo        | 16       | 0       | 1           | 0          | ?            | ?            | ?            | ?            | 16+      | 0+     | 1+          | 0+         |
| E. Serao         | 1        | 0       | 0           | 0          | ?            | ?            | ?            | ?            | 1+       | 0+     | 0+          | 0+         |
| G. Tarantino     | 3        | 1       | 0           | 0          | ?            | ?            | ?            | ?            | 3+       | 1+     | 0+          | 0+         |
| A. Tumbarello    | 20       | 5       | 0           | 0          | ?            | ?            | ?            | ?            | 20+      | 5+     | 0+          | 0+         |
| C. Vigliucci     | 15       | 1       | 2           | 0          | ?            | ?            | ?            | ?            | 15+      | 1+     | 2+          | 0+         |
| N. Visentin      | 20       | 20      | 3           | 0          | ?            | ?            | ?            | ?            | 20+      | 20+    | 3+          | 0+         |
| J. Weithofer     | 18       | 5       | 1           | 0          | ?            | ?            | ?            | ?            | 18+      | 5+     | 1+          | 0+         |